# We Want Sex
We Want Sex (Originaltitel: Made in Dagenham) ist ein britischer Film des Regisseurs Nigel Cole aus dem Jahr 2010.

## Handlung
Im England der späten 1960er Jahre führt die Näherin Rita O’Grady ein normales, unspektakuläres Leben. Sie ist Ehefrau und Mutter und arbeitet in den Ford-Werken von Dagenham. Doch dann steht sie unverhofft an der Spitze der 187-köpfigen Abteilung der Näherinnen, die die Bezüge für die Autositze fertigen, und muss die Frauen gegenüber Gewerkschaftsführern und Firmenbossen repräsentieren, obwohl sie über keinerlei politische Erfahrung verfügt. Einerseits schüchtern und unsicher, andererseits mit gesundem Menschenverstand und ausgeprägtem Gerechtigkeitssinn ausgestattet, demonstriert sie ungeahnte Fähigkeiten und Talente, erfindet sich neu und bleibt dabei doch mit beiden Beinen auf dem Boden, bewahrt sich ihre unprätentiöse Natürlichkeit.

## Hintergrund
Ritas Weg von der unscheinbaren Arbeiterin zur Galionsfigur von Arbeitskampf und Emanzipationsbewegung steht im Zentrum der Ensemble-Geschichte. Wie alle Cole-Filme passt auch We Want Sex in kein Genre, sondern bietet eine Mischung aus leicht und schwer, hell und dunkel, ernst und komisch. Es geht um die Dynamik im Frauenteam – zu dem neben Rita noch die sehr unterschiedlichen Frauen Connie, Brenda und Sandra zählen – um Konkurrenz, Solidarität und die frechen Sprüche, die im Minutentakt vom Stapel gelassen werden und deren Ziel nicht selten der Gewerkschaftsobmann Albert ist. Es geht um unwahrscheinliche Allianzen, wenn Rita und Lisa, die Ehefrau des Betriebsleiters von Ford, Peter Hopkins, überraschend an einem Strang ziehen, und am Rande auch um das Verhältnis der Geschlechter: Wenn das Land neue Frauen bekommt, dann braucht es auch neue Männer.
Ritas Gatte Eddie beispielsweise gibt sich durchaus Mühe, seine streikende Frau zu unterstützen. Doch je länger die Auseinandersetzung andauert, desto mehr zerrt das an seinen Nerven, zumal er inzwischen auch nicht mehr arbeiten kann, weil man keine Autos ohne Sitze ausliefern kann. Konkret und beiläufig zugleich illustriert Cole hier, wie sich etwas verändert in der Gesellschaft, wie Kräfteverhältnisse sich verschieben und eine neue Balance entsteht – ein Prozess, der auch auf höchster Ebene gespiegelt wird: Auch Barbara Castle, damalige Arbeitsministerin (Secretary of State for Employment) im Kabinett Harold Wilsons, muss sich mittels ihrer sprichwörtlichen Resolutheit permanent gegen bornierte und chauvinistische Vertreter männlicher Herrlichkeit durchsetzen.
Der Film basiert weitgehend auf Tatsachen und schildert das Lebensgefühl in Dagenham, jenem Londoner Vorort, der seinerzeit von Ford geprägt wurde wie Wolfsburg vom VW-Konzern: eine Stadt, in der sich alles um die Autoproduktion dreht und wo jeder irgendwie mit der Fabrik in Verbindung steht. Es ist die Ära der Swinging Sixties mit schriller Mode, fröhlicher Popmusik und wachsender Liberalität. Aber auch die alten Zeiten sind noch spürbar, die traumatischen Nachwirkungen des Zweiten Weltkriegs etwa oder die Überbleibsel des Frühkapitalismus, unter denen Rita und ihre Kolleginnen zu leiden haben. Sie arbeiten unter miesen Bedingungen und für noch schlechtere Bezahlung als ihre männlichen Kollegen. An diesem Arbeitsplatz sind die Swinging Sixties definitiv noch nicht angekommen. Am Ende verbesserte der Streik nicht nur die Arbeitsbedingungen in der Fabrik, sondern die Stellung der Frauen im ganzen Land. „Es kam zu dem Punkt, an dem mit Barbara Castle die bedeutendste Politikerin der Zeit in die Sache involviert wurde“, erklärt Regisseur Nigel Cole. „Sie führte eine Einigung mit den Frauen herbei und daraus entwickelte sich der Equal Pay Act von 1970. So fanden sich diese ganz gewöhnlichen Frauen, die nie zuvor politisch aktiv gewesen waren, plötzlich im Parlament wieder, verhandelten mit einer führenden Politikerin und setzen eine Revolutionierung der Frauenrechte in Gang.“'
Cole integriert an einigen Stellen historisches Material, um das Zeitkolorit einzufangen: so in der Titelsequenz, in der eine Splitscreen-Montage Dokumentar- und Werbefilme zu einer heiter-ironischen Einstimmung verbindet, und so auch später, wenn der Produktionsalltag in der Fabrik oder Bilder vom Arbeitskampf der Frauen in einer Mischung aus altem und neuem Footage präsentiert werden.
Der im deutschsprachigen Raum verwendete Titel We want Sex resultiert aus einer Szene des Films, in der die demonstrierenden Frauen ein Spruchband mit der Aufschrift „We want sex equality!“ (‚Wir wollen Geschlechtergleichheit!‘) nicht vollständig ausbreiten und nur der Teil „We want sex“ (‚Wir wollen Sex‘) zu sehen ist, was bei Passanten und vorbeikommenden Schülern für Belustigung sorgt und zudem von der Ministerin mit einem Grinsen beobachtet wird.

## Soundtrack
Der Titelsong Made In Dagenham wurde von David Arnold und Billy Bragg geschrieben und von Sandie Shaw gesungen, einer britischen Popikone der 1960er Jahre und selbst aus Dagenham stammend.